# Nati nel 1785

## Gennaio(23)
- 1º gennaio - Gabriel Moore, politico statunitense († 1844)
- 1º gennaio - John Murphy, politico statunitense († 1841)
- 2 gennaio - Charlotte Vandine Forten, attivista statunitense († 1884)
- 2 gennaio - Ambrogio Uboldo, collezionista d'arte, mecenate e militare italiano († 1865)
- 4 gennaio - Fratelli Grimm, scrittore tedesco († 1863)
- 4 gennaio - Jacob Grimm, filologo, linguista e scrittore tedesco († 1863)
- 4 gennaio - Federico Guglielmo di Schleswig-Holstein-Sonderburg-Glücksburg, duca († 1831)
- 5 gennaio - Nicola Santangelo, politico italiano († 1851)
- 6 gennaio - Andrea Mustoxidi, letterato e storico greco († 1860)
- 6 gennaio - Karl Friedrich von Rumohr, scrittore, storico dell'arte e disegnatore tedesco († 1843)
- 10 gennaio - John Fleming, naturalista, zoologo e geologo britannico († 1857)
- 12 gennaio - Achille Valois, scultore francese († 1862)
- 13 gennaio - Carl Adolph Agardh, botanico, politico e vescovo luterano svedese († 1859)
- 14 gennaio - Giovanni Rossi, presbitero e scrittore italiano († 1867)
- 15 gennaio - William Prout, chimico britannico († 1850)
- 18 gennaio - Giacinto Mompiani, educatore, patriota e filantropo italiano († 1855)
- 19 gennaio - Paolo Federico di Württemberg, principe († 1852)
- 27 gennaio - Odorico Politi, pittore italiano († 1846)
- 30 gennaio - Alexandre-Denis Abel de Pujol, pittore francese († 1861)
- 30 gennaio - Charles Metcalfe, I barone Metcalfe, diplomatico e politico britannico († 1846)
- 31 gennaio - Konstantin von Benckendorff, generale e diplomatico russo († 1828)
- 31 gennaio - Charles Green, britannico († 1870)
- 31 gennaio - Henry Pelham-Clinton, IV duca di Newcastle, politico inglese († 1851)

## Febbraio(17)
- 2 febbraio - John Josiah Guest, ingegnere e imprenditore gallese († 1852)
- 6 febbraio - Bernardo Caboga, militare dalmata († 1855)
- 6 febbraio - Elizabeth Patterson Bonaparte, mercante statunitense († 1879)
- 8 febbraio - Heinrich Anschütz, attore teatrale austriaco († 1865)
- 8 febbraio - Martín Miguel de Güemes, militare argentino († 1821)
- 10 febbraio - Claude-Louis Navier, ingegnere e scienziato francese († 1836)
- 12 febbraio - Pierre Louis Dulong, chimico e fisico francese († 1838)
- 13 febbraio - Pietro Brielli, agronomo e politico italiano († 1850)
- 15 febbraio - Peter Friedrich Bouché, entomologo e botanico tedesco († 1856)
- 15 febbraio - Gaspare Martellini, pittore italiano († 1857)
- 19 febbraio - Vincenzo De Grazia, filosofo, politico e ingegnere italiano († 1856)
- 20 febbraio - Carlo di Hohenzollern-Sigmaringen, principe († 1853)
- 22 febbraio - Benedetto Ilarj, patriota italiano († 1857)
- 22 febbraio - Jean Charles Athanase Peltier, fisico francese († 1845)
- 24 febbraio - Manuel Rodríguez Erdoíza, avvocato, politico e guerrigliero cileno († 1818)
- 26 febbraio - Anna Sundström, chimica svedese († 1871)
- 28 febbraio - Carlo Vidua, viaggiatore italiano († 1830)

## Marzo(25)
- 1º marzo - Fulgence de Bury, drammaturgo francese († 1845)
- 3 marzo - Nicola Petrini Zamboni, violinista, compositore e direttore d'orchestra italiano († 1849)
- 3 marzo - Giovanni Ricordi, editore musicale italiano († 1853)
- 4 marzo - Sarah Fane, nobildonna inglese († 1867)
- 4 marzo - Khalifa bin Shakhbut Al Nahyan, sovrano emiratino († 1845)
- 5 marzo - Carlo Odescalchi, cardinale e arcivescovo cattolico italiano († 1841)
- 6 marzo - Gesche Gottfried, assassina seriale tedesca († 1831)
- 6 marzo - Karol Kurpiński, compositore, direttore d'orchestra e pedagogo polacco († 1857)
- 7 marzo - Alessandro Manzoni, scrittore, poeta e drammaturgo italiano († 1873)
- 8 marzo - Jean-François Allard, militare e avventuriero francese († 1839)
- 8 marzo - Tommaso Gasparotti, paleografo, archivista e pittore italiano († 1847)
- 11 marzo - John McLean, politico statunitense († 1861)
- 11 marzo - Eleonore Prochaska, militare prussiana († 1813)
- 18 marzo - Walter Raleigh Gilbert, I baronetto, militare britannico († 1853)
- 19 marzo - Friedrich Karl Köpke, filologo e educatore tedesco († 1865)
- 19 marzo - Pierre-Joseph-Guillaume Zimmermann, compositore e pianista francese († 1853)
- 22 marzo - Edward Herbert, II conte di Powis, politico inglese († 1848)
- 22 marzo - Adam Sedgwick, geologo inglese († 1873)
- 24 marzo - Ján Hollý, presbitero, poeta e traduttore slovacco († 1849)
- 27 marzo - Filippo Giudice Caracciolo, cardinale e arcivescovo cattolico italiano († 1844)
- 27 marzo - Luigi XVII di Francia, francese († 1795)
- 28 marzo - Teresa Carniani, poetessa, scrittrice e traduttrice italiana († 1859)
- 28 marzo - Ferdinando di Sassonia-Coburgo-Koháry, principe tedesco († 1851)
- 30 marzo - Henry Hardinge, I visconte Hardinge, generale britannico († 1856)
- 30 marzo - Giacomo Tazzini, architetto e ingegnere italiano († 1861)

## Aprile(12)
- 1º aprile - Ferdinand Johann von Olivier, pittore, litografo e incisore tedesco († 1841)
- 3 aprile - Giuseppe Cotta, banchiere e politico italiano († 1868)
- 4 aprile - Bettina Brentano von Arnim, scrittrice tedesca († 1859)
- 5 aprile - Thomas Hay-Drummond, XI conte di Kinnoull, nobile scozzese († 1866)
- 7 aprile - Lorenzo Hammarsköld, scrittore svedese († 1827)
- 16 aprile - Dmitrij Nikolaevič Bludov, politico russo († 1864)
- 19 aprile - Karl Drais, inventore tedesco († 1851)
- 20 aprile - Hugh Percy, III duca di Northumberland, politico inglese († 1847)
- 21 aprile - Charles Joseph, conte de Flahaut, nobile e generale francese († 1870)
- 26 aprile - John James Audubon, ornitologo, illustratore e pittore statunitense († 1851)
- 27 aprile - Alexander Fraser, XVII Lord Saltoun, generale britannico († 1853)
- 28 aprile - Prospero Luigi d'Arenberg, militare belga († 1861)

## Maggio(11)
- 3 maggio - Vicente López y Planes, scrittore e politico argentino († 1856)
- 5 maggio - Thomas de Colmar, inventore e imprenditore francese († 1870)
- 8 maggio - Georg Ludwig Walch, filologo classico tedesco († 1838)
- 13 maggio - Friedrich Christoph Dahlmann, storico tedesco († 1860)
- 13 maggio - Hans Karl von Diebitsch, militare tedesco († 1831)
- 18 maggio - John Wilson, avvocato, critico letterario e scrittore scozzese († 1854)
- 20 maggio - Johan Wilhelm Zetterstedt, zoologo, entomologo e botanico svedese († 1874)
- 21 maggio - August Immanuel Bekker, filologo classico e grecista tedesco († 1871)
- 25 maggio - Giuseppe Luigi Provana di Collegno, politico italiano († 1854)
- 28 maggio - Luca Martin di San Martino, nobile italiano († 1866)
- 31 maggio - Enrico LXII di Reuss-Gera, principe († 1854)

## Giugno(8)
- 4 giugno - Domenico Gilardi, architetto svizzero († 1845)
- 10 giugno - Jean-Toussaint Merle, drammaturgo, librettista e giornalista francese († 1852)
- 16 giugno - Ferdinando Colonna di Stigliano, II principe di Stigliano, diplomatico italiano († 1834)
- 20 giugno - Manuel Basilio Bustamante, politico uruguaiano († 1863)
- 24 giugno - Alexander Porter, politico statunitense († 1884)
- 25 giugno - Andrea Lombardi, storico e politico italiano († 1849)
- 27 giugno - Louisa Fox-Strangways, nobildonna inglese († 1851)
- 30 giugno - Gherardo Stub, mercante e diplomatico italiano († 1858)

## Luglio(11)
- 6 luglio - William Jackson Hooker, botanico britannico († 1865)
- 11 luglio - Jean-Jacques Monanteuil, pittore e disegnatore francese († 1860)
- 14 luglio - Mordecai Manuel Noah, drammaturgo, diplomatico e giornalista statunitense († 1851)
- 14 luglio - Stéphanie de Virieu, pittrice e scultrice francese († 1873)
- 17 luglio - Luigi Maria Rezzi, filologo, bibliotecario e traduttore italiano († 1857)
- 20 luglio - Mahmud II, sultano ottomano († 1839)
- 22 luglio - Salomon-Guillaume Counis, pittore svizzero († 1859)
- 23 luglio - Francisco Antonio Pinto, generale e politico cileno († 1858)
- 31 luglio - Michele Manzo, arcivescovo cattolico italiano († 1856)
- 31 luglio - Antonio Statella di Cassaro, politico e diplomatico italiano († 1864)
- 31 luglio - John Waldegrave, VI conte Waldegrave, nobile e ufficiale inglese († 1846)

## Agosto(16)
- 5 agosto - Zoé Talon, francese († 1852)
- 5 agosto - Jacob Laurids Thrane, architetto danese († 1819)
- 6 agosto - Johann Andreas Schmeller, linguista tedesco († 1852)
- 13 agosto - Ferdinando de Luca, geografo, matematico e politico italiano († 1869)
- 14 agosto - Cesare Bressa, fisico e medico italiano († 1836)
- 15 agosto - Bartolomeo Panizza, anatomista, oculista e zoologo italiano († 1867)
- 15 agosto - Thomas de Quincey, scrittore, giornalista e traduttore britannico († 1859)
- 18 agosto - Friedrich Wieck, pianista e insegnante tedesco († 1873)
- 21 agosto - George Bishop, astronomo britannico († 1861)
- 21 agosto - John Dickens, giornalista inglese († 1851)
- 21 agosto - Sof'ja Grigor'evna Volkonskaja, nobildonna russa († 1868)
- 25 agosto - Adam Wilhelm Moltke, politico danese († 1864)
- 27 agosto - Agustín Gamarra, politico peruviano († 1841)
- 29 agosto - Harriet Cavendish, nobildonna inglese († 1862)
- 29 agosto - Philipp Lorenz Geiger, chimico, farmacista e antropologo tedesco († 1836)
- 30 agosto - Lin Zexu, politico cinese († 1850)

## Settembre(14)
- 9 settembre - Nicolò Gatto, vescovo cattolico italiano († 1831)
- 17 settembre - Francisco José Vicente Garcia Diego y Moreno, vescovo cattolico messicano († 1846)
- 19 settembre - Lorenzo Martini, medico, fisiologo e pedagogista italiano († 1844)
- 24 settembre - Christian Flechtenmacher, avvocato e docente rumeno († 1843)
- 24 settembre - Francesco Romani, medico italiano († 1852)
- 24 settembre - Pietro Vivaldi Pasqua, generale italiano († 1856)
- 25 settembre - George Frederick Pinto, compositore, pianista e violinista britannico († 1806)
- 26 settembre - Antonio Di Macco, arcivescovo cattolico italiano († 1854)
- 26 settembre - Charles Bird King, artista statunitense († 1862)
- 27 settembre - Jean Nicolas Bréon, botanico e giardiniere francese († 1864)
- 28 settembre - Gerolamo Staffieri, stuccatore e scultore svizzero († 1837)
- 28 settembre - David Walker, scrittore statunitense († 1830)
- 30 settembre - Antonio Targioni Tozzetti, chimico e botanico italiano († 1856)
- 30 settembre - Ange Hyacinthe Maxence de Damas, generale, politico e nobile francese († 1862)

## Ottobre(18)
- 2 ottobre - Amedeo Peyron, filologo classico, orientalista e papirologo italiano († 1870)
- 5 ottobre - Francesco Benedetti, poeta e scrittore italiano († 1821)
- 6 ottobre - Giuseppe Marco Calvino, poeta e commediografo italiano († 1833)
- 6 ottobre - Federico Confalonieri, patriota italiano († 1846)
- 6 ottobre - Daulo Augusto Foscolo, patriarca cattolico italiano († 1860)
- 8 ottobre - Arvid August Afzelius, pastore protestante e poeta svedese († 1871)
- 10 ottobre - Florestano I di Monaco, principe monegasco († 1856)
- 12 ottobre - Pietro Anderloni, incisore e pittore italiano († 1849)
- 12 ottobre - Pierre Augustin Béclard, chirurgo e anatomista francese († 1825)
- 13 ottobre - Maria Anna d'Assia-Homburg, nobildonna tedesca († 1846)
- 13 ottobre - Georg Wilhelm Issel, pittore tedesco († 1870)
- 15 ottobre - José Miguel Carrera, generale e patriota cileno († 1821)
- 15 ottobre - Giovanni Migliara, pittore e scenografo italiano († 1837)
- 18 ottobre - Thomas Love Peacock, scrittore e poeta inglese († 1866)
- 24 ottobre - Thomas Brown, politico statunitense († 1867)
- 25 ottobre - Enrico Acerbi, letterato italiano († 1827)
- 30 ottobre - Hermann von Pückler-Muskau, scrittore e artista tedesco († 1871)
- 31 ottobre - Georg Friedrich Kersting, pittore tedesco († 1847)

## Novembre(20)
- 1º novembre - Ján Krstiteľ Scitovský, cardinale e arcivescovo cattolico slovacco († 1866)
- 2 novembre - Carlo Ambrogio d'Austria-Este, arcivescovo cattolico italiano († 1809)
- 3 novembre - Charles de Forbin-Janson, vescovo cattolico francese († 1844)
- 4 novembre - Shah Shuja Durrani, sovrano afghano († 1842)
- 6 novembre - Charles-René de Bombelles, nobile, militare e politico francese († 1856)
- 10 novembre - Francesco Ognibene, pittore e incisore italiano († 1837)
- 11 novembre - Giovanni Battista De Cristoforis, letterato e scrittore italiano († 1838)
- 11 novembre - Diponegoro, principe indonesiano († 1855)
- 13 novembre - Sarah Ann Glover, educatrice inglese († 1867)
- 13 novembre - Caroline Lamb, nobildonna e scrittrice britannica († 1828)
- 15 novembre - Giuseppe Pecchio, politico e storico italiano († 1835)
- 18 novembre - David Wilkie, pittore scozzese († 1841)
- 21 novembre - William Beaumont, medico statunitense († 1853)
- 24 novembre - August Boeckh, grecista e filologo classico tedesco († 1867)
- 25 novembre - Federico Barbier, politico italiano
- 26 novembre - Giovanni Battista Federici, generale italiano († 1860)
- 28 novembre - Achille Léonce Victor Charles, duca de Broglie, nobile, politico e diplomatico francese († 1870)
- 28 novembre - Federico de Brandsen, militare francese († 1827)
- 29 novembre - Pierre-Antoine Lebrun, poeta francese († 1873)
- 30 novembre - Carlo Federico Augusto di Meclemburgo-Strelitz, generale prussiano († 1837)

## Dicembre(17)
- 1º dicembre - Abraham Constantin, pittore e miniatore svizzero († 1855)
- 3 dicembre - Jean-Marie Farina, profumiere e mercante italiano († 1864)
- 4 dicembre - James Whitley Deans Dundas, ammiraglio britannico († 1862)
- 4 dicembre - Ignatius Josephus van Regemorter, pittore fiammingo († 1873)
- 8 dicembre - Pietro Petrini, fisico e inventore italiano († 1822)
- 13 dicembre - Anna Milder-Hauptmann, soprano austriaco († 1838)
- 16 dicembre - David Ogilvy, IX conte di Airlie, nobile e ufficiale scozzese († 1849)
- 17 dicembre - Dorothea von Benckendorff, nobildonna tedesca († 1857)
- 17 dicembre - William Francis Patrick Napier, generale e storico britannico († 1860)
- 19 dicembre - Joseph Johnson, politico statunitense († 1877)
- 20 dicembre - James McHenry, scrittore statunitense († 1845)
- 22 dicembre - John Abbey, organaro inglese († 1859)
- 23 dicembre - Violante Camporesi, soprano italiano († 1839)
- 24 dicembre - Karl von Culoz, militare austriaco († 1862)
- 25 dicembre - Étienne de Gerlache, politico, avvocato e nobile belga († 1871)
- 25 dicembre - Jacopo Sanvitale, letterato, scienziato e politico italiano († 1867)
- 26 dicembre - Laurent Clerc, educatore francese († 1869)

## Senza giorno specificato(32)
- Jacob Adlerbeth, storico e filologo svedese († 1844)
- Antimo IV di Costantinopoli, arcivescovo ortodosso greco († 1878)
- Christian von Appel, generale austriaco († 1854)
- Manuel José Arce, generale salvadoregno († 1847)
- Francesco Bandiera, ammiraglio austriaco († 1847)
- Barranquito, condottiero nativo americano
- Giovanni Battista Becchi, presbitero italiano († 1845)
- Faustina Bracci, artista italiana († 1857)
- Edward Bransfield, militare e esploratore britannico († 1852)
- Thomas Brown, naturalista britannico († 1862)
- Edmund Davy, chimico, docente e inventore britannico († 1857)
- Modesto Destefanis, politico italiano († 1852)
- Elena Aleksandrovna Naryškina, nobildonna russa († 1855)
- Agostino Feoli, banchiere italiano († 1856)
- Alexander Gardner, viaggiatore, militare e mercenario statunitense († 1877)
- Antonio Guidi di Bagno, letterato italiano († 1865)
- Joseph Hippolyte de Santo Domingo, storico e viaggiatore francese († 1832)
- Friedrich Kalkbrenner, pianista e compositore tedesco († 1849)
- Cassandra Luci, nobildonna italiana († 1866)
- Adelaide Malanotte, contralto italiano († 1832)
- Romualdo Mascherpa, attore teatrale italiano († 1849)
- John Oxley, esploratore britannico († 1828)
- Osman Pascià, ammiraglio ottomano († 1860)
- Francesco Ponte, imprenditore italiano († 1877)
- Antonio Rancati, pittore e incisore italiano († 1816)
- Carlos Pilo Boyl, architetto italiano († 1859)
- Louis Moses Rose, avventuriero francese († 1851)
- William Thompson, pirata inglese († 1850)
- Paolo Tonti, agronomo e filantropo italiano († 1855)
- Tsugphud Namgyal, sovrano indiano († 1863)
- Nicholas Aylward Vigors, zoologo e politico irlandese († 1840)
- Faysal bin Turki bin Abd Allah Al Sa'ud, sovrano saudita († 1865)